# Кристофер Хорват
Кристофер Хорват (мађ. Horváth Krisztofer György, Хевиз, 8. јануар 2002) је мађарски професионални фудбалер који игра на позицији средњег везног играча, тренутно игра у мађарској првој лиги за фудбалски клуб из Кечкемета

## Клубови
Хорват је 26. јула 2020. дебитовао у Серији А за Спала у ремију 1 : 1 код куће против Торина. Већ на јесен, 25. септембра 2020. придружио се Торину.
Хорват је 10. августа 2022. позајмљен Дебрецину.  Дана 16. јануара 2023. прешао је на нову позајмицу у Кечкемет.

## Репрезентација
Вишеструки репрезентативац Мађарске у разним старосним групама.
Дана 29. августа 2023. добио је позив од савезног селектора репрезентације Марка Росија да се прикљући изабраницима за квалификације за Европско првенство против Србије и за сениорску репрезентацију која се припрема за пријатељску утакмицу против Чешке. За мађарску репрезентацију дебитовао је у утакмици против Чешке, ушавши у игру као замена у 72. минуту у дресу са грбом, чиме је постао други репрезентативац из Кечкемета, након Атиле Текелија.